# مقاطعة واتوغا (كارولاينا الشمالية)
مقاطعة واتوغا (بالإنجليزية: Watauga County)‏ هي إحدى مقاطعات ولاية كارولاينا الشمالية في الولايات المتحدة الأمريكية. مركز المقاطعة أو مقعدها هي مدينة بون. تأسست هذه المقاطعة سنة 1849.أصل هذه المقاطعة يأتي من: مقاطعة آش، مقاطعة كالدويل، مقاطعة ويلكس، ومقاطعة يانسي.

## أعلام
- أل هوبكينز